# Пировский сельсовет
Пировский сельсовет — упразднённые административно-территориальная единица и муниципальное образование (сельское поселение) в Пировском районе Красноярского края России.
28 декабря 2019 года сельское поселение было упразднено в связи с преобразование Пировского муниципального района в муниципальный округ. На уровне административно-территориального устройства соответствующий сельсовет был упразднён со 2 августа 2021 года в связи с преобразованием Пировского района в Пировский округ.

## География
Поселение находится в западной части центрального региона Красноярского края.

## Население
| 2010 | 2012  | 2013  | 2014  | 2015  | 2016  | 2017  |
| ---- | ----- | ----- | ----- | ----- | ----- | ----- |
| 3007 | ↘2990 | ↗2998 | ↘2993 | ↘2975 | ↗3023 | ↗3046 |

## Административное устройство
В состав Пировского сельсовета входит село Пировское (административный центр, районный центр).

## Местное самоуправление
Пировский сельский Совет депутатов
Дата избрания: 14.03.2010. Срок полномочий: 5 лет. Количество депутатов: 10
Глава муниципального образования
- Лутфулина Наиля Вазировна.

## Экономика
Основная промышленность — заготовка и переработка леса.